# Lead Sails Paper Anchor
Lead Sails Paper Anchor es el cuarto álbum de estudio de la banda norteamericana Atreyu. Este es el primer álbum hecho bajo la firma discográfica Hollywood Records. El álbum fue lanzado a la venta el 28 de agosto del 2007. El primer sencillo es "Becoming the Bull". El álbum completo (Excluyendo las bonus tracks) se filtró en las redes P2P de intercambio de archivos el 19 de agosto del 2007.
El sencillo "Becoming the Bull" fue lanzado exclusivamente en Hot Topic el 24 de julio e incluía un demo de la canción "Can't Happen Here".
El Álbum debutó en el #8 en el Billboard 200 "Doomsday" fue lanzado como segundo sencillo solamente en el Reino unido. "Falling Down" fue lanzado como tercer y segundo sencillo en Estados Unidos. "Slow Burn fue lanzado como el tercer sencillo del álbum. El 14 de mayo un video musical para la canción "Blow" fue lanzado.
El 22 de abril el álbum fue relanzado como Lead Sails Paper Anchor 2.0 que incluía una carátula diferente al original y una nueva canción titulada "The Squeeze" grabada exclusivamente para el relanzamiento del álbum, incluía también las 2 bonus tracks "Epic" y "Clean Sheets". Incluía el formato CDVU+, destacaban videos exclusivos, actuaciones en vivo, detrás de cámaras, y una lección de guitarra digital.
La canción "Doomsday" fue utilizada como canción de fondo en el comercial de televisión de los X Games.
La versión Japonesa del álbum contenía la versión acústica de la canción "Lead Sails (And Paper Anchor)"
El track número 5, “When Two Are One”, erróneamente es escrito como “Two Become One”, o “Two Becomes One” esto debido a la filtración del álbum en las redes P2P de intercambio de archivos el 19 de agosto del 2007.

## Promocional
Antes de lanzar el álbum, Atreyu hizo disponible un rompecabezas para los fanes que deseaban escuchar una canción del nuevo álbum. Cada pieza contenía 10 segundos de audio del primer sencillo "Becoming the Bull". El objetivo del juego era organizar las piezas en orden, y así crear la canción. Como un incentivo adicional, el fan que creara la canción lo más rápido posible, ganaría una guitarra autografiada, una llamada telefónica de la banda, una copia avanzada del CD y una suscripción al club de fanes. El juego fue publicado en la página oficial de la banda, y fue retirado poco después del lanzamiento del álbum.
En promoción para el siguiente sencillo, Atreyu lanzó un juego creado por Jason Oda, basado en ese sencillo, "Falling Down". El juego te permitía jugar como todos los miembros de la banda, cada quien tenía sus propios niveles y estilo de juego únicos. En el juego del cantante principal Alex Varkatzas los jugadores debían esquivar los arcoíris y corazones mientras sacrificaba osos de peluche. Otros juegos incluían: "Dan se convierte en un héroe de la guitarra", un juego similar a Guitar Hero, "Travis hace hamburguesas McTreyu", una versión del juego arcade de 1982 Burger Time, "Marc rompe fantasmas" un juego similar al Ice Climbers, y "Brandon cae al infierno" donde el personaje de Brandon Saller peleaba contra las creaturas del infierno, mientras recogía conos de nieve.
El sencillo "Falling Down" fue utilizado en el Videojuego Guitar Hero On Tour Modern Hits.

## Lista de canciones
1. "Doomsday" - 3:20
2. "Honor" - 3:09
3. "Falling Down" - 3:00
4. "Becoming the Bull" - 3:41
5. "When Two Are One" - 4:41
6. "Lose it" - 3:58
7. "No One Cares" - 3:03
8. "Can't Happen Here" - 4:02
9. "Slow Burn" - 3:26
10. "Blow(Con Josh Todd de Buckcherry)" - 4:09
11. "Lead Sails (And Paper Anchor)" - 4:23
12. "The Squeeze" - 4:05
13. "Epic(Faith No More cover)" (En relanzamiento) - 4:54
14. "Clean Sheets (Descendents cover)" (En relanzamiento) - 3:13

## Personal
- Dan Jacobs– Guitarra principal y rítmica
- Alex Varkatzas – Voz principal
- Brandon Saller – Voz, Batería
- Travis Miguel – Guitarra rítmica y principal
- Marc McKnight – Bajo

## Personal técnico
- Producido y grabado por John Feldman
- Mezclado por Andy Wallace